# Wikipédia en kabarde
Wikipédia en kabarde (en kabarde : Адыгэбзэ Уикипедиэ [Adıgəbzə Wikipediă]) est l'édition de Wikipédia en kabarde (ou circassien oriental), langue abkhazo-adyguéenne parlée en Russie. L'édition est lancée en 12 mars 2011. Son code est : kbd.
Au 21 mars 2025, l'édition en kabarde contient 1 649 articles et compte 10 781 contributeurs, dont 17 contributeurs actifs et 2 administrateurs.

## Présentation

Aire de diffusion du kabarde au sein des langues caucasiennes.

## Statistiques
- Le 12 mars 2015, l'édition en kabarde compte 1 466 articles et 3 791 utilisateurs enregistrés[2], ce qui en fait la 219e[3] édition linguistique de Wikipédia par le nombre d'articles et la 257e[4] par le nombre d'utilisateurs enregistrés, parmi les 287 éditions linguistiques actives.
- Le 7 octobre 2022, elle contient 1 595 articles et compte 9 206 contributeurs, dont 13 contributeurs actifs et 1 administrateur.
- Le 30 septembre 2024, elle contient 1 644 articles et compte 10 490 contributeurs, dont 16 contributeurs actifs et 2 administrateurs.